# Liebster Jesu, mein Verlangen, BWV 32

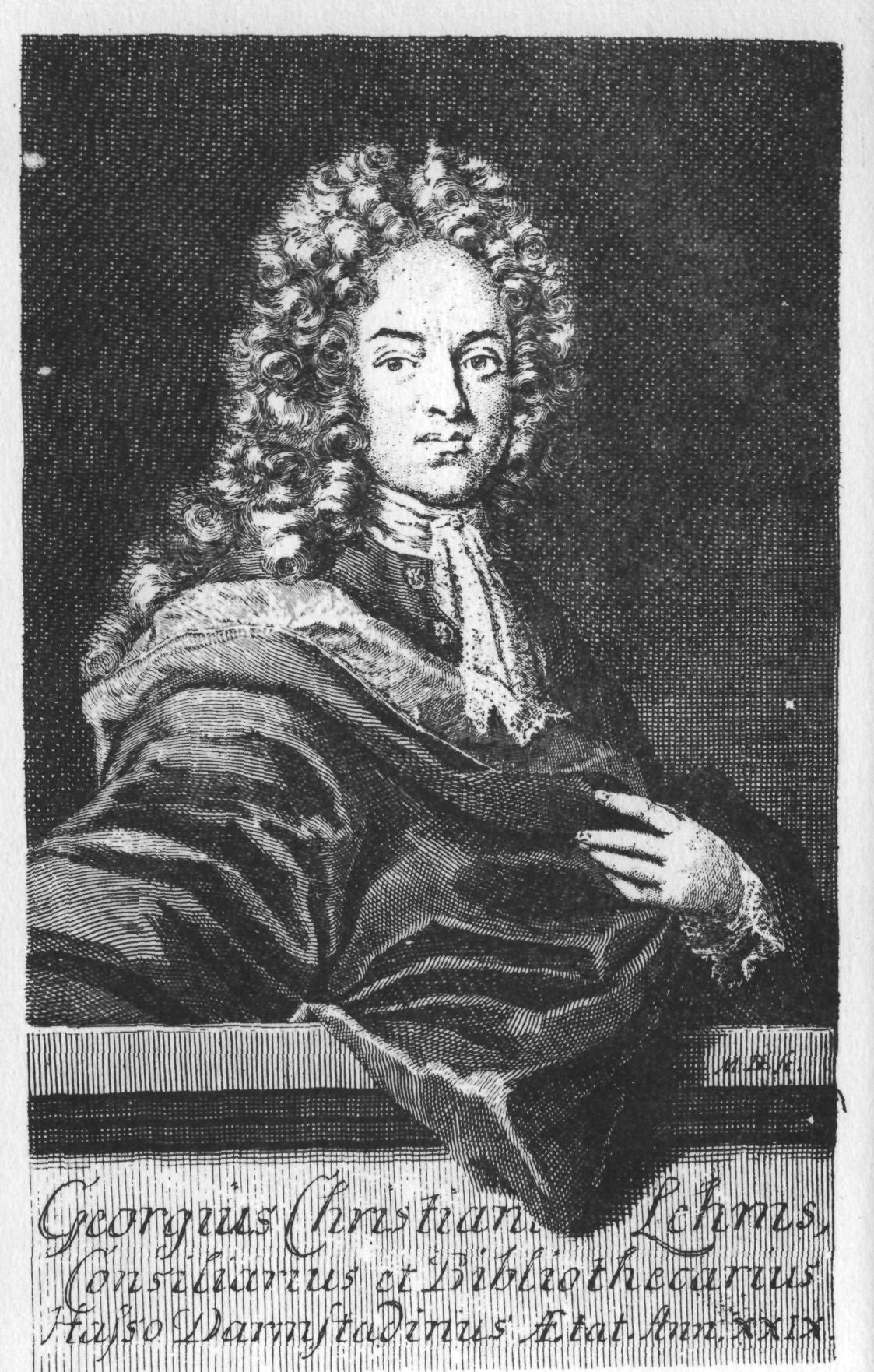
Georg Christian Lehms, autor del texto.

Liebster Jesu, mein Verlangen, BWV 32 (Amado Jesús, mi anhelo) es una cantata de iglesia escrita por Johann Sebastian Bach en Leipzig para el primer domingo después de la Epifanía y fue estrenada el 13 de enero de 1726.

## Historia
Bach compuso esta obra durante su tercer año como Thomaskantor en Leipzig para el primer domingo después de la Epifanía. La cantata fue interpretada por primera vez el 13 de enero de 1726.

## Análisis

### Texto
Las lecturas establecidas para ese día eran de la epístola a los romanos, sobre los deberes de un cristiano (Romanos 12:1-6), y del evangelio según San Lucas, el niño perdido y hallado en el templo (Lucas 2:41-52).
El texto fue escrito por Georg Christian Lehms, poeta cortesano en Darmstadt, el cual lo publicó en 1711. Lehms transformó el evangelio en un diálogo alegórico de Jesús y el Alma, manteniéndose cerca del Evangelio. Bach había arreglado una obra similar de Lehms una semanas antes, Selig ist der Mann, BWV 57 para el segundo día de Navidad. En el Concerto in Dialogo (Concierto en diálogo), Bach asignó al Alma la voz de soprano y las palabras de Jesús al bajo como vox Christi (voz de Cristo), haciendo caso omiso de que el Jesús en el Evangelio es todavía un niño. Como señala Klaus Hofmann, el poeta «retoma los motivos generales de la historia: la pérdida, la búsqueda de Jesús y su redescubrimiento, y los coloca en el contexto de la relación del creyente con Jesús». El diálogo también hace referencia al misticismo medieval y a la imaginería del Cantar de los Cantares. Bach añadió como coral de cierre las estrofas decimosegunda y final del himno «Weg, mein Herz, mit den Gedanken» escrito por Paul Gerhardt en 1647. Este himno se canta con la melodía de «Freu dich sehr, o meine Seele», que fue codificada por Louis Bourgeois cuando arregló el Salmo 42 en su colección Pseaumes octante trios de David (Ginebra, 1551). Parece que Bourgeois estuvo influenciado por la canción profana «Ne l'oseray je dire» recogida en el Manuscrit de Bayeux que fue publicado hacia 1510.

### Instrumentación
La obra está escrita para dos solistas vocales (soprano y bajo) y un coro a cuatro voces (SATB); oboe, dos violines, viola y bajo continuo.

### Estructura
Consta de seis movimientos.
1. Aria (soprano): Liebster Jesu, mein Verlangen
2. Recitativo (bajo): Was ist's, daß du mich gesuchet
3. Aria (bajo): Hier, in meines Vaters Stätte
4. Recitativo (soprano, bajo): Ach! heiliger und großer Gott
5. Aria dueto (soprano, bajo): Nun verschwinden alle Plagen
6. Coral: Mein Gott, öffne mir die Pforten

El diálogo se inicia con la soprano como el Alma en un aria en mi menor acompañada por un oboe obbligato, descrita por John Eliot Gardiner como "un oboe solo como su cómplice en hacer girar la cantilena más deslumbrante a la manera de uno de los movimientos lentos de concierto de Bach". Julian Mincham distingue en la línea del oboe dos "ideas" diferentes, en los primeros cinco compases una "sensación de empeño, esfuerzo y extensión ascendente", después "guirnaldas" de satisfacción en la consecución de una unión, mientras las últimas líneas del texto dicen "Ach! mein Hort, erfreue mich, laß dich höchst vergnügt umfangen" (¡Ah! Mi tesoro, tráeme alegría, déjame abrazarte con el mayor deleite). El bajo responde en un breve recitativo y un aria da capo en si menor, embellecida por un violín solista, que "rodea la voz con tresillos y trinos". Cada vez que se mencionan las palabras "betrübter Geist" (atormentado espíritu), aparecen en "coloraciones en modo menor en la melodía y la armonía".
En el siguiente recitativo dialogado, el Alma contesta con una paráfrasis de la línea con la que comienza el Salmo 84, "Wie lieblich ist doch deine Wohnung" (Cuán amable es Tu morada). Tanto Heinrich Schütz como Johannes Brahms le habían puesto música, Brahms como movimiento central de Un réquiem alemán. Bach dispone el texto como un "evocador arioso con un acompañamiento de cuerda pulsada". Las dos voces nunca cantan al mismo tiempo. Un dúo finalmente une ambas voces y también sus "instrumentos obbligato asociados (oboe y violín), hasta el momento sólo escuchados por separado". Gardiner afirma: "Es uno de esos dúos... en los que parece lanzar la precaución al viento, rivalizando con las conclusiones lieto fine de las óperas de su época, pero con bastante más habilidad, sustancia e incluso brillantez". Un arreglo a cuatro voces del himno de Paul Gerhardt "devuelve la cantata - también en términos de estilo - a la esfera de reverencia apropiada para un servicio religioso".

## Discografía selecta
De esta pieza se han realizado una serie de grabaciones entre las que destacan las siguientes.
- 1952 – J.S. Bach: Cantatas 140, 32. Hermann Scherchen, Wiener Akademie-Kammerchor, Wiener Staatsoper-Orchester, Magda László, Alfred Poell (Westminster, Archipel)
- 1963 – Les Grandes Cantates de J.S. Bach Vol. 13. Fritz Werner, Heinrich-Schütz-Chor Heilbronn, Pforzheim Chamber Orchestra, Agnes Giebel, Barry McDaniel (Erato)
- 1965 – J.S. Bach: Cantatas BWV 32 & 39. Wolfgang Gönnenwein, Süddeutscher Madrigalchor, Consortium Musicum, Edith Mathis, Franz Crass (EMI)
- 1970 – Bach: 13 Sacred Cantatas & 13 Sinfonias. Helmut Winschermann, Deutsche Bachsolisten & Chor, Ileana Cotrubas, Hermann Prey (Philips)
- 1974 – J.S. Bach: Das Kantatenwerk Vol. 9 BWV 31-34. Gustav Leonhardt, Knabenchor Hannover, Leonhardt-Consort, solista del Knabenchor Hannover, Max van Egmond (Telefunken)
- 1981 – Die Bach Kantate Vol. 22. Helmuth Rilling, Gächinger Kantorei, Bach-Collegium Stuttgart, Arleen Augér, Walter Heldwein (Hänssler)
- 2000 – Bach Cantatas Vol. 18. John Eliot Gardiner, Monteverdi Choir, English Baroque Soloists, Claron McFadden, Peter Harvey (Soli Deo Gloria)
- 2000 – Bach Edition Vol. 18: Cantatas Vol. 9. Pieter Jan Leusink, Holland Boys Choir, Netherlands Bach Collegium, Ruth Holton, Bas Ramselaar (Brilliant Classics)
- 2002 – J.S. Bach: Complete Cantatas Vol. 17. Ton Koopman, Amsterdam Baroque Orchestra & Choir, Johannette Zomer, Klaus Mertens (Antoine Marchand)
- 2004 – J.S. Bach Kantaten. Bernhard Forck, Berliner Philharmoniker, Christine Schäfer, Peter Kooy (IPPNW-Concerts)
- 2008 – J.S. Bach: Cantatas Vol. 42 BWV 13, 16, 32, 72. Masaaki Suzuki, Bach Collegium Japan, Rachel Nicholls, Peter Kooy (BIS)
- 2016 - J. S. Bach Dialogkantaten BWV 32, 57, 58 Alfredo Bernardini, Kirchheimer BachConsort, Hana Blažíková, Dominik Wörner cpo.